# Amblyrhynchichthys micracanthus
Amblyrhynchichthys micracanthus là một loài cá chép thuộc chi Amblyrhynchichthys. Loài này chủ yếu sinh sống ở sông và có nguồn gốc từ Đông Nam Á, được mô tả lần đầu năm 2004.